# Solieria flavisquamis
Solieria flavisquamis là một loài ruồi trong họ Tachinidae.